# Zhou Chen
Advertiment: Existeix un pintor amb el nom de Zou Che de la dinastia Qing.

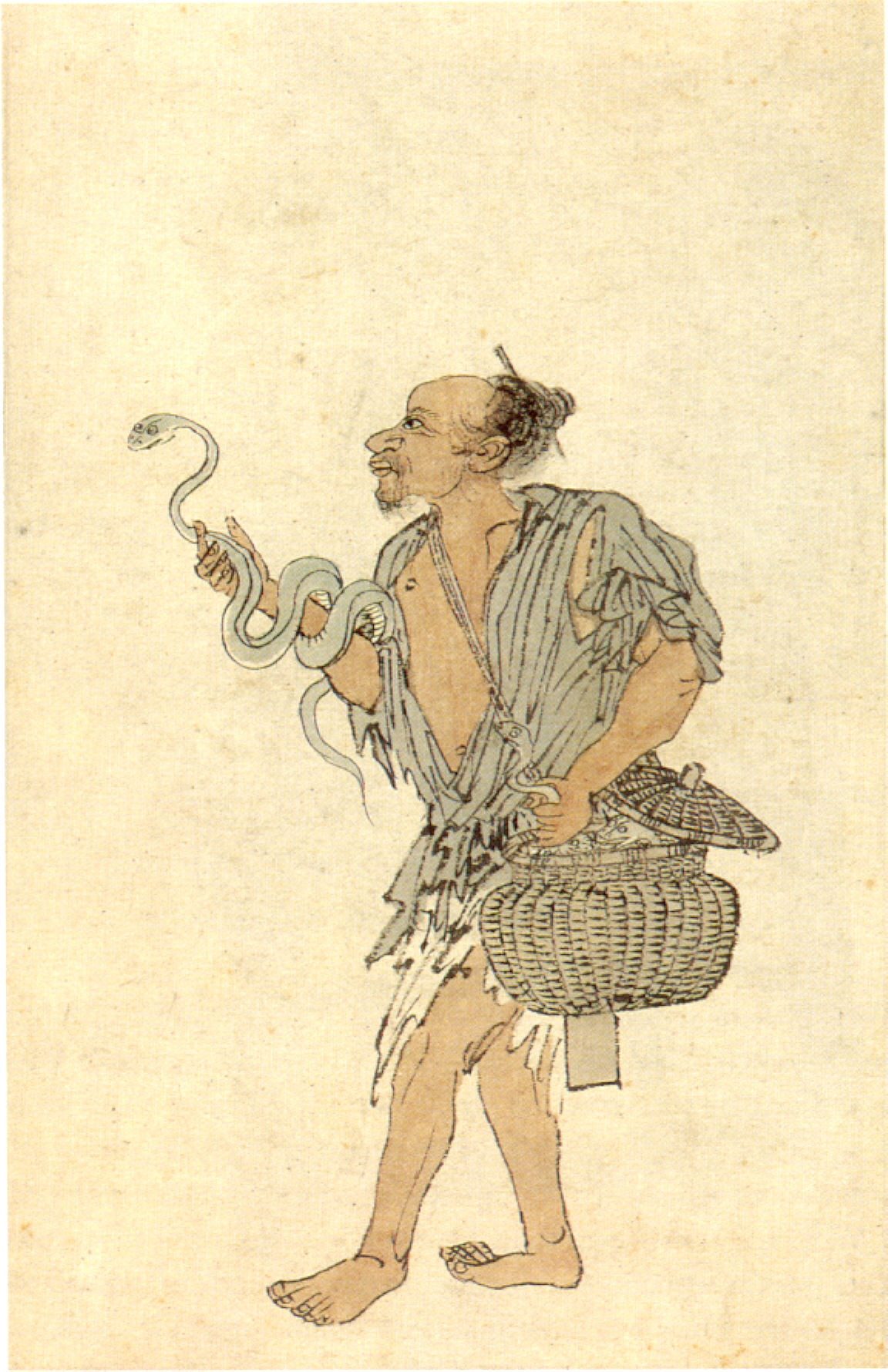
Els desgraciats (detall), tinta i color per Zhou Chen, 1516, Museu d'Art de Honolulu

Zhou Chen (xinès tradicional i simplificat: 周臣; pinyin: Zhōu Chén), també conegut, en una altra transcripció, com Chou Ch'en, fou un conegut pintor xinès de la dinastia Ming va néixer el 1460 a Suzhou província de Jiangsu i mort el 1535 a Zhizong. Zhou va destacar en el denominat estil Shunqing apartant-se de l'academicisme de Wu; pintant paisatges i figures humanes. Les seves imatges són simples però envoltades en una atmosfera de profunditat. Dos cèlebres pintors, Tang Yin i Qiu Ying, varen ser deixebles seus.

## Museus on s'exhibeixen obres seves
- Boston (Museum of Fine Arts): “Paisatge amb muntanyes altes i pavellons” i “Dos homes asseguts en un barranc”
- Cincinnati: “Pescador entre joncs”
- Cleveland (Museu d'Art): “Mendicants i còmics de carrer” i “Pins i muntanyes altes”
- Londres (Victoria and Albert Museum.): “Home dalt d'un cavall i viatgers a la muntanya
- Shanghai: “Invitats arribant a l'estudi de muntanya”.
- Estocolm (National Museum): “Han Xin i la vella”
- Taipei (Museu Nacional del Palau): “Paisatge sense nom”
- Washington DC (Freer Gallery of Art): “Somniant amb la immortalitat en una cabanya”